# 川下川橋
川下川橋（かわしもがわばし）は、新名神高速道路宝塚北サービスエリア - 神戸ジャンクション間に位置し、武庫川水系川下川に架かる全長300メートルの道路橋である。兵庫県宝塚市玉瀬から神戸市北区道場町生野にかけて所在する。形式はPRC3径間連続ラーメン箱桁橋である。

## 設計
架設現場は、兵庫県宝塚市と神戸市の市境に位置し、高低差100メートル以上、最大52度の斜面を有する急峻な谷間となっている。さらに川下川ダムの放水路や導水管などに近接しており、周辺環境に配慮した施工が必要であった。また当初は上下線2車線ずつの暫定4車線で施工するが、将来的にそれぞれ3車線の6車線へと拡幅する計画があり、それに対応した設計が求められた。
発注者である西日本高速道路（NEXCO西日本）では、約300メートルとなる橋長に対して最適な支間割として、谷の東西両斜面にそれぞれ橋脚を有するPC3径間連続波形鋼板ウェブ箱桁橋として計画していた。しかしこの構造形式において橋脚を設置する位置の地質を調査したところ、西側斜面に断層破砕帯が存在することが確認された。破砕帯に橋脚基礎を設けることは技術的な問題が多いと判断し、破砕帯を避けて川下川の東側の谷底に橋脚を1基だけ設置するPC2径間連続波形鋼板ウェブエクストラドーズド橋へと計画を修正した。
しかし構造的な改善の余地が大きいと判断したことから、工事を落札した業者が独自に構造形式を提案できる設計施工一括方式で発注した。受注したのは鹿島建設とピーエス三菱の共同企業体 (JV) である。JVでは、川下川の西側斜面にある断層破砕帯を分析し、谷底の西側は断層破砕帯の影響を受けず安全であると判断し、またこの付近に既に道路があってアクセスが容易となることから、川下川西側谷底付近に橋脚を配置することにした。そしてこの位置から東側の橋台までは支間が180メートルになり、斜吊材なしでは成立しなくなることから、東側斜面にも補助橋脚を設置することにし、結果的に構造形式はPC3径間連続ラーメン箱桁橋が採用されることになった。最終的な諸元は、橋長300メートル、支間長は西から120メートル、143メートル、37メートルである。
橋脚については、耐震性に優れ、基礎構造を縮小できて経済性の面でも合理的な、高強度材料を採用することにした。高さが95メートルとなる第2橋脚は設計基準強度50 N/平方ミリメートルの高強度コンクリートと高強度鉄筋USD685Bの組み合わせを採用し、また高さ25.5メートルとなる第1橋脚には設計基準強度40 N/平方ミリメートルの高強度コンクリートと高強度鉄筋SD490の組み合わせを採用した。第2橋脚についていえば、一般的な強度のコンクリート（設計基準強度30 N/平方ミリメートル）と鉄筋SD345の組み合わせを採用した場合、橋脚の断面が11メートル×11メートルとなる計算であるが、高強度材料を採用したことで9メートル×6メートルに縮減され、材料を大幅に節約できるうえに基礎の断面も縮小された。
高強度材料の採用により、橋脚断面をコンパクト化し、橋の固有周期を長周期化させて地震時の応答加速度を低減して橋全体の耐震性を向上させた。また地震時の水平力を第1橋脚に多く負担させることで、レベル2地震時には第1橋脚基部にのみ塑性ヒンジを形成させ、第2橋脚には塑性ヒンジが形成されないような設計とした。
また斜面に橋脚を建てる場合、直接基礎にすると掘削土量が多くなり不経済であるため、基礎形式は良好な岩盤に根入れした深礎基礎が採用されることが多い。現地形からの改変量を抑制し、施工時の環境負荷の低減を図るため、竹割型土留工と深礎杭を組み合わせて掘削量を削減する橋脚基礎とした。斜面に基礎を形成する掘削をすると、斜面上部側が崩壊しないように広い範囲でコンクリートを打設した法面を形成しなければならないが、竹割型土留工を採用すると竹を切ったような形状のコンクリートを巻き地山にロックボルトを打ち込んで補強することで、橋脚基礎部のみの掘削に留めることができる。
一般的に大口径深礎基礎は円形断面とするが、川下川橋では掘削量と基礎の体積を削減するために小判形の断面を採用した。これは第2橋脚における基礎設計荷重で、橋軸直角方向が橋軸方向に比べて約1.4倍となるためであった。標準的な円形断面であれば直径12メートルの基礎となり、使用する鉄筋量は約254トン、基礎の体積は約1,753立方メートルとなるが、小判形断面とすることで長径12.5メートル、短径9.0メートルとなり、使用する鉄筋量は約242トン、基礎の体積は約1,474立方メートルへと縮減することができた。
橋桁については、全幅員で24.14メートルとなる2室箱桁断面を採用した。橋脚頂部では桁の高さが12メートルあり、そこから桁高4メートルまで次第に桁の高さが変化する構造になっている。張り出し架設の長さが国内では最大規模となる110メートルに達することから、設計基準強度50 N/平方ミリメートルの高強度コンクリートを採用して軽量化を図った。また将来的な6車線への拡幅時に備えて、橋桁のウェブ下端にストラットを受ける突起部をあらかじめ備えておき、拡幅工事の際には移動作業車を使用して交通を妨げずに拡幅できるようにした。

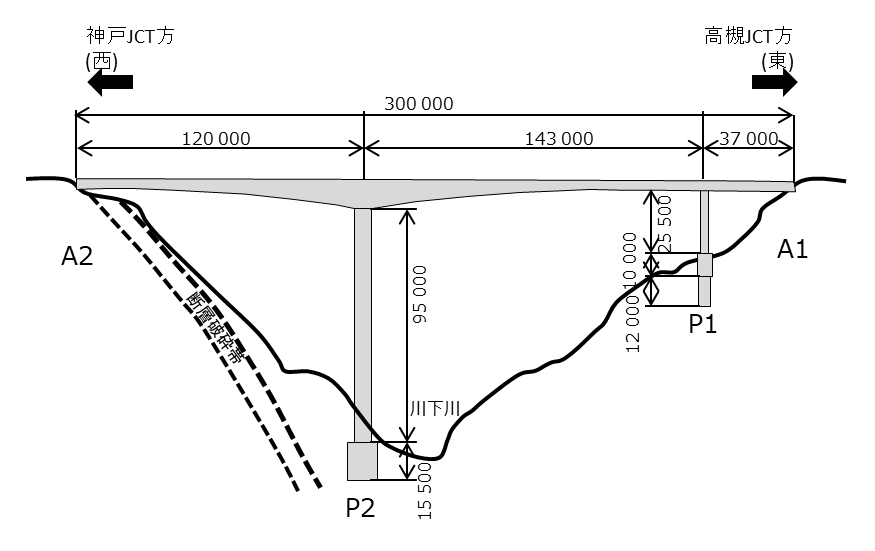
川下川橋の一般図

## 建設

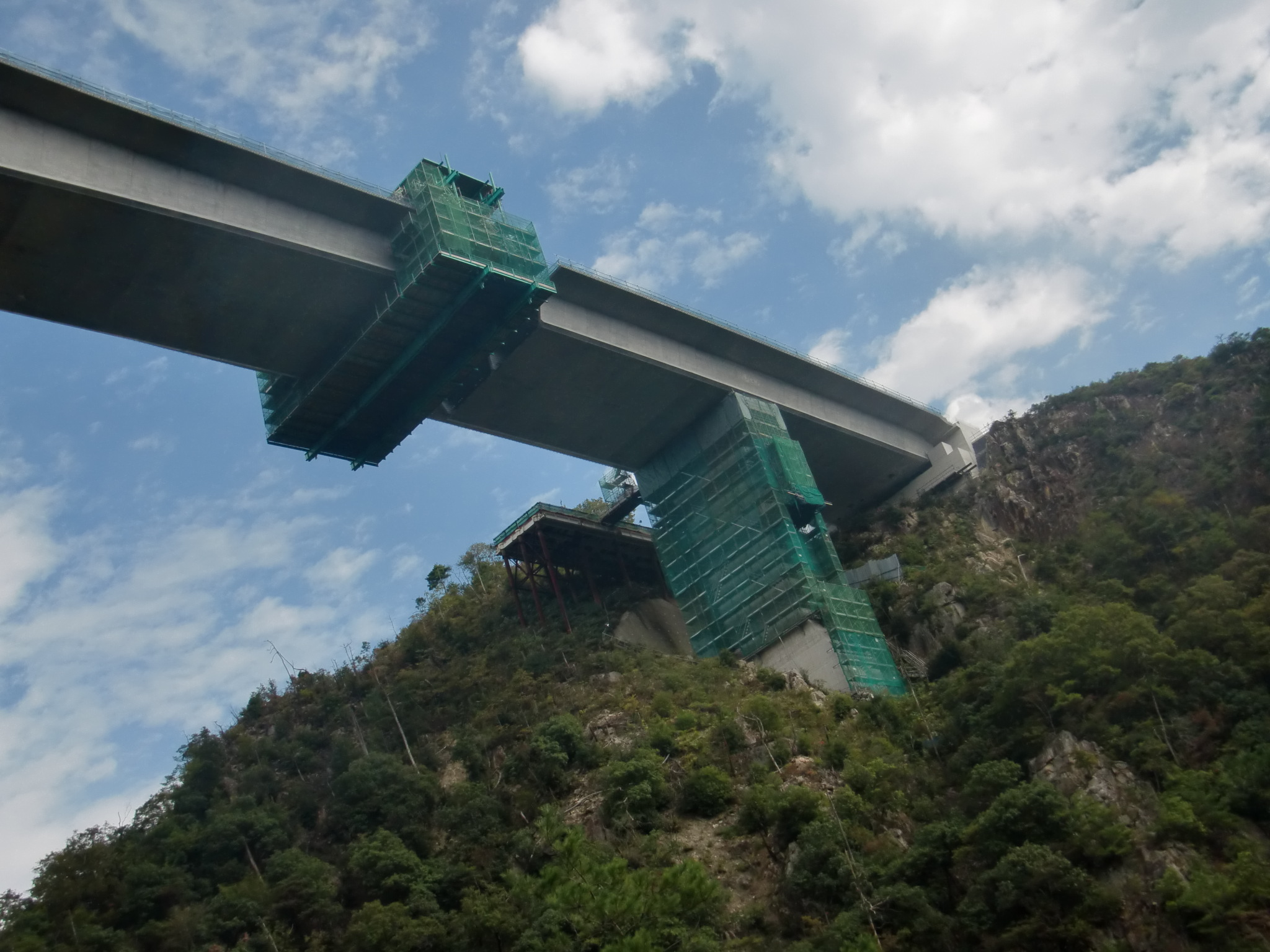
建設中の川下川橋

2008年（平成20年）12月25日に川下川橋に着工した。土砂を運搬する工事用道路としてこの橋を使うことが計画されたため、神戸-高槻間の新名神高速道路で最初の本線工事発注となり、後続工事の都合から工期短縮が求められた。
土砂掘削量を削減できるような橋脚基礎としたものの、それでも最大掘削高さ20メートル、掘削径15メートルに達する大規模な掘削となり、深礎杭掘削に際しての発破では近接する川下川ダム関連構造物への影響も懸念された。そのため周辺に傾斜計を設置して変動を監視し、発破に際しては火薬量を抑え、振動を計測しながら実施した。発破で掘削し、ずりはバックホーとクレーンで搬出して、掘削深さ1.2メートルごとに吹付コンクリートとロックボルトによる補強を行うことを繰り返して深礎の底部まで掘削していった。掘削完了後、深礎杭の鉄筋を組み立て、コンクリートを打設して橋脚の基礎を完成させた。
高さ95メートルに及ぶ第2橋脚の施工については、工期を短縮し安全性を確保するために、自動昇降式の足場（セルフクライミング足場）を設置した。油圧ジャッキとチェーン、滑車を組み合わせて、足場自体が昇降する仕組みで、高い位置における足場設置作業の必要性をなくしてリスクを低減した。1回の足場の昇降作業（リフト）で5メートル登り、リフト作業に約6時間をかけた。最初の1から4リフトについては通常の足場を組んで施工し、以降の5リフトから20リフトまでをセルフクライミング足場で施工した。セルフクライミング足場は高さが20メートルに達し、9階層に分かれていて、各ステージにおいて次のリフトを行うための鉄筋組立、型枠組立、コンクリート打設、養生などの一連の作業を行う仕組みになっていた。1リフトの施工サイクルは7日間とする資料と、10日間とする資料がある。この橋脚と張り出し架設施工時の資材の吊り上げは、基礎部から最大102メートルの高さとなるタワークレーンを設置して実施した。
第2橋脚上部の柱頭部は桁高が12メートルに達する部分で、1日にコンクリートを打設できる数量から5回に分けて打設した。温度応力によるひび割れ防止のために、上床版以外の4回は低熱ポルトランドセメントを使用し、上床版には早強ポルトランドセメントを使用した。また主桁の斜めウェブの型枠は、工場で製作したものを使用し、現場組み立てに比べて工程を短縮した。
橋桁の張り出し架設を行う部分は、第2橋脚から片側110メートルに及ぶ張り出し長さを全33ブロックに分割して移動作業車で実施した。桁高の変化に合わせて1回のブロック長は2 - 4.5メートルで変化させた。この際に、張り出し長さが長く、また橋脚も細くてしなりが大きく、施工期間が長くて期間中のコンクリートのクリープ・乾燥収縮による影響も大きいことから、橋面の高さの管理が問題となった。日照影響による橋脚の傾きや、主桁の上下面の温度差による変化もあり、たわみ量の逐次解析、高さの測量、熱電対による温度測定、傾斜計による橋脚変位の測定などを組み合わせて情報システムで処理し、コンクリート型枠セットの精度に反映した。さらに20ブロック目まで施工した時点で橋脚の傾斜が激しくなって、完成時の橋面高さが許容値を外れると予測されたため、第2橋台側から鋼棒を渡して44トンの力で水平力を与えることにより、主桁を水平に牽引して橋面高さを許容値内に収めて施工した。
2013年（平成25年）1月18日、川下川橋上の宝塚市と神戸市の市境に位置する地点において連結式が行われ、関係者による祝辞と最後のコンクリート打設が行われた。同年7月、新名神兵庫事務所管内の本線工事で初の竣工として、川下川橋工事が竣工した。ただちに上り車線に仮舗装が行われ、神戸市域から発生する約150万立方メートルに及ぶ土砂を宝塚北サービスエリアへと運搬する工事道路として運用された。

## 開通
2018年（平成30年）3月18日、新名神高速道路川西インターチェンジ - 神戸ジャンクション間の開通とともに供用開始された。川下川橋は、2013年度プレストレストコンクリート工学会作品賞を受賞した。